# ヤスミン
ヤスミンは、2005年に結成された日本の音楽ユニット。2007年にアルバム『トランジスタ・ブルース』でメジャー・デビュー。

## 概要・来歴
下北沢でバンド活動に没頭した後、アメリカのニューオーリンズに渡ったギタリストのOSAMUが、帰国後に近藤房之助から北海道出身の女性ボーカリスト・michiを紹介されたことが結成のきっかけ。ほとんどの楽曲を彼ら自身が手がけている。
2005年、インディーズアルバム『poo poo pi doo』でビーイングのインディーズレーベル“レント舎”からデビュー。
レント舎からインディーズアルバムを2枚リリースした後、2007年、ZAIN RECORDSからメジャーデビュー。アルバム『トランジスタブルース』を発表した。収録曲の「JET RAG」はiTunes Music Storeのブルース部門チャートで第1位を獲得した。
数多くのライブ活動をこなす一方で、OSAMUは“岩瀬オサム”として他アーティストの楽曲にギターや作詞・作曲で参加している。主な作品は、Ryu「遅刻」（作詞）、BON-BON BLANCO「Foxy Boy」「くちびるエモーション」（作詞・作曲）、INTER-D「Today is the day」（作詞）など。
メジャーデビュー以降、2枚のアルバムと2枚の配信限定シングルを発表し、ライブ活動も多く行っていたが、2009年11月6日4時30分に、OSAMU（本名：岩瀬理）が急逝した。死因などは明らかにされていない。このため11月16日に予定されていた四谷メビウスでのライブは中止となる旨が発表された。
その後、2010年からmichiのソロユニットとして活動を再開した。主にライブ活動をはじめ、アルバムや配信限定シングルを次々と発表する。2012年3月をもって、デビュー以来所属したビーイングを離れ、フリーランスで活動している。

## メンバー
- michi （ボーカル）
ZARDの「愛しい人よ 〜名もなき旅人よ〜」など、コーラスとして他アーティストの楽曲にも参加している。

## 旧メンバー
- 岩瀬オサム （ギター、作詞、作曲） ※2009年11月6日逝去。

## 作品

### アルバム
1. トランジスタ・ブルース （2007年5月16日）
2. ヒカリノキヲク（2011年4月6日）
3. Portrait（2014年10月8日）

#### ミニアルバム
1. AH〜冬ヤスミン （2007年11月7日）

#### インディーズ
1. poo poo pi doo
2. 青の時代

### 配信限定シングル
1. 天国の白い泡
2. 黄昏ベイブルース
3. モダーン・ガール
4. たいせつ〜Featuring Ryu〜
5. HeartBreakers Gin House Band〜featuring 近藤房之助〜
6. スターダスト・ミュージック・ホール
7. ひかりのケープ
8. Precious Valentine
9. 泣いてシャイニー
10. 脱がせて純情
11. Mojo Girl
12. 踊り場のブルース